# Tinger TF4
Tinger TF4 (Тингер ТФ4) — лёгкий плавающий вездеход на шинах сверхнизкого давления с шарнирно-сочлененной рамой. Производится в Череповце компанией ООО «Механика». Tinger TF4 предназначен для передвижения по грунтам всех типов: болотам, песоку, снегу, грязи, валунам, может форсировать реки и т.д.

## Особенности конструкции
Tinger TF4 состоит из двух секций. В передней расположен двигатель, места для водителя и одного пассажира; в задней — грузовая платформа или КУНГ, рассчитанный на 4-х человек. 
Вездеход имеет постоянный полный привод, в качестве опции могут устанавливаться электрические блокировки. Поворачивает машина за счет "излома" рамы, а не поворота колёс. Управление осуществляется с помощью автомобильного руля, имеется гидроусилитель. Кабина и КУНГ изготавливаются из стеклопластика. Лобовое стекло может откидываться. Отделка салона выполнена из пластика, а электрооборудование защищено от влаги. Это позволяет мыть салон мойкой высокого давления. 
Компоновка у Tinger TF4 — переднемоторная. На вездеходе используется 3-цилиндровый бензиновый двигатель Chery SQR с рабочим объёмом 812 см³, развивающий мощность 57 л. с. Данный силовой агрегат используется на всех вездеходах марки Tinger. Максимальная скорость машины составляет 60 км/ч. Бензобак расположен в задней секции.
Трансмиссия представляет собой сочетание вариатора и 5-ступенчатой МКПП.
На вездеходе используются шины низкого давления собственной разработки размером 1400 x 650 мм, диаметр колесных дисков составляет 21". В зависимости от дорожных условий можно повышать или снижать давление в шинах, соответственно уменьшать или увеличивать пятно контакта шины с поверхностью. Возможна раздельная подкачка передней и задней осей. Регулировка давления осуществляется из кабины. На плаву Tinger TF4 держится за счёт водоизмещения колёс. Дополнительно в колёсных дисках могут устанавливаться специальные поплавки, которые не дают скапливаться там грязи и улучшают плавучесть машины. 
Tinger TF4 способен самостоятельно выезжать из воды на лед.
Особенностью вездехода является высокая доля российских комплектующих — 78%.
28 ноября ООО "Механика" стала лауреатом Национальной премии в области промышленных технологий «Приоритет – 2023» за разработку снегоболотохода Tinger TF4.

## Технические характеристики
- Габаритные размеры, мм:
  - длина - 4260
  - ширина - 2430
  - высота - 2440 (с КУНГом - 2470)
- Сухой вес, кг: 1400 (без КУНГа)
- Грузоподъёмность, кг: 600
- Количество мест: 6 - пассажирская модификация, 2 - грузовая
- Шины - бескамерные, низкого давления
- Размер шин, мм: 1400 x 650 - 21"
- Минимальный дорожный просвет, мм: 500
- Давление в шинах, кПа:
  - на твердых грунтах - 80-100
  - на слабонесущих грунтах - 60
- Двигатель - Chery SQR, бензиновый, 3-цилиндровый, 812 см³, 57 л. с.
- Топливо - АИ 92-95
- Расход топлива, л/час: 3-6
- Объем топливного бака, л: 55
- Трансмиссия - 5 ст. МКПП + вариатор
- Максимальная скорость, км/ч:
  - на суше - 60
  - на воде - 5
- Тормозная система - трансмиссионный дисковый тормоз с гидроприводом
- Максимальный угол въезда, град.: 45
- Максимальный угол съезда, град: 45
- Максимальный боковой крен, град: 20
- Высота преодолеваемого препятствия, м: до 0,7

## Галерея

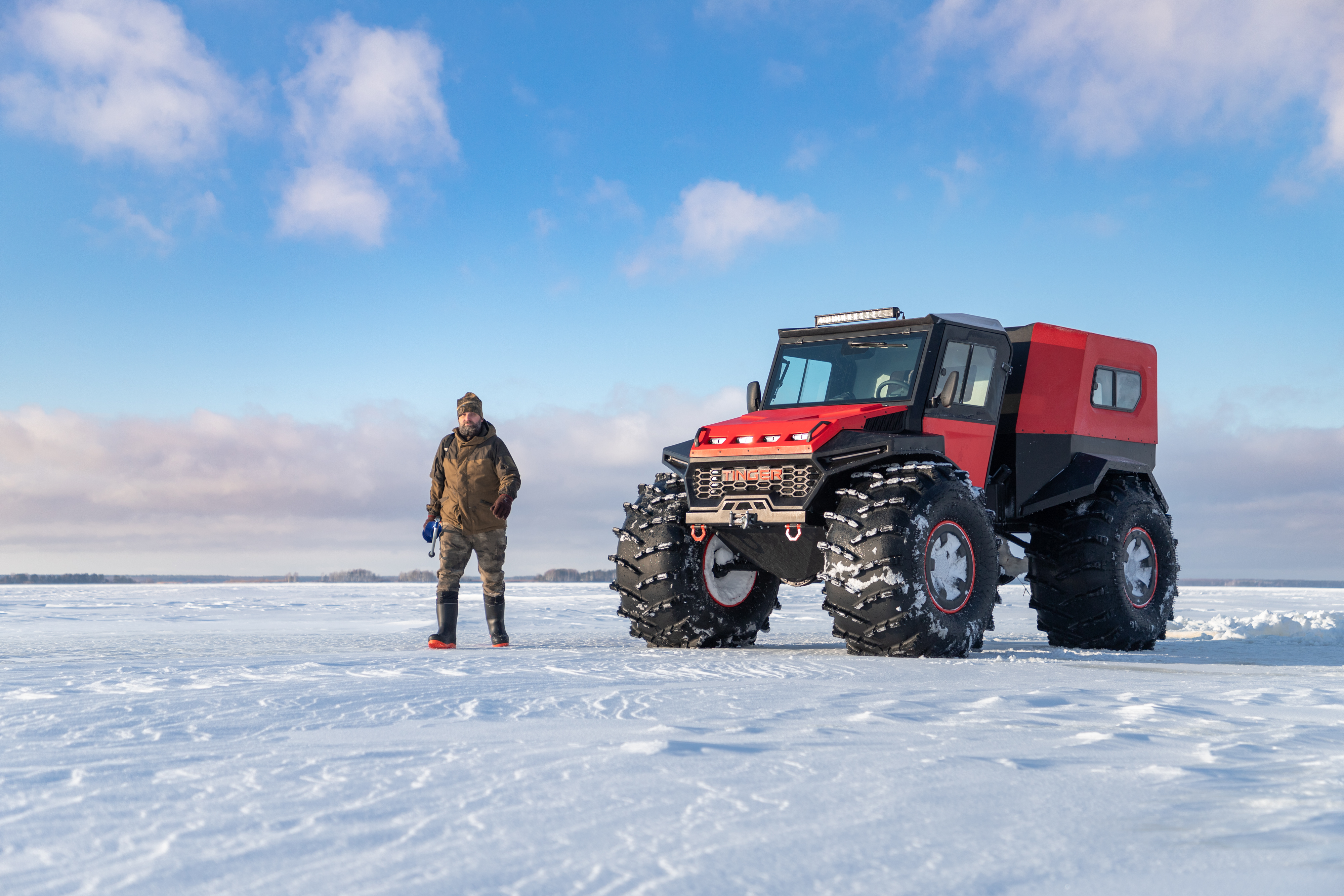
Общий вид
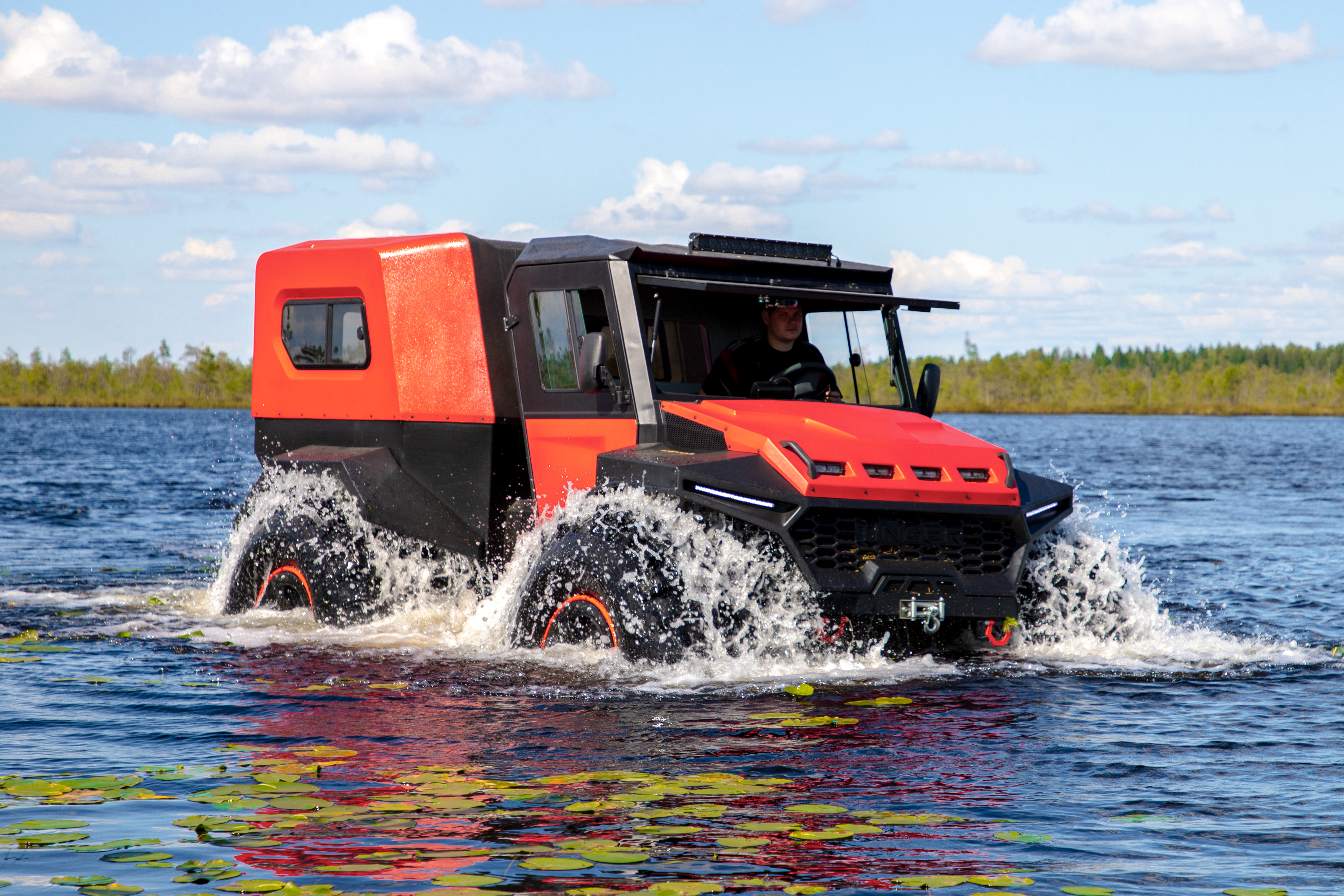
Tinger TF4 на плаву
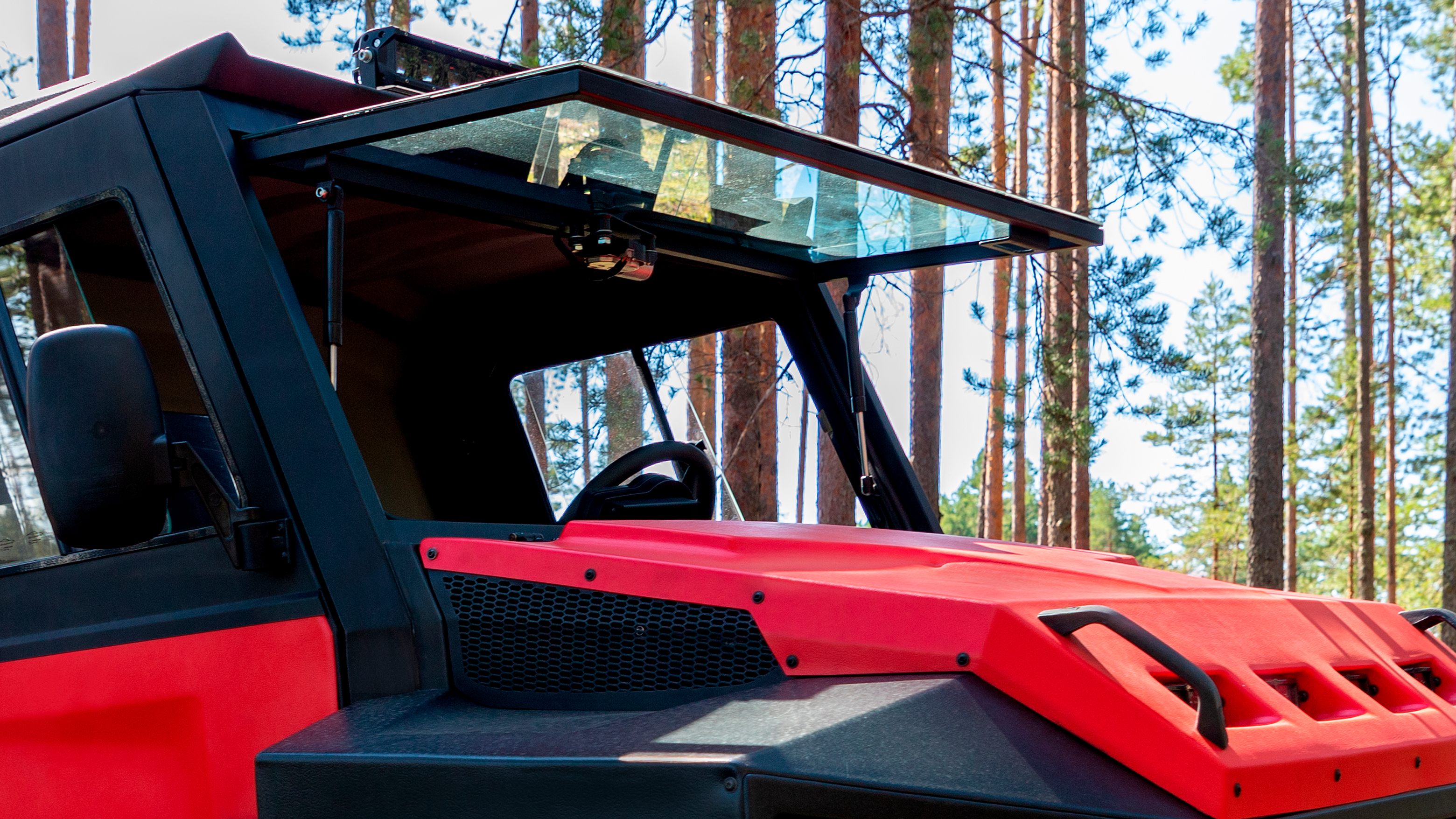
Лобовое стекло открывается вверх и снабжено пневмоупорами
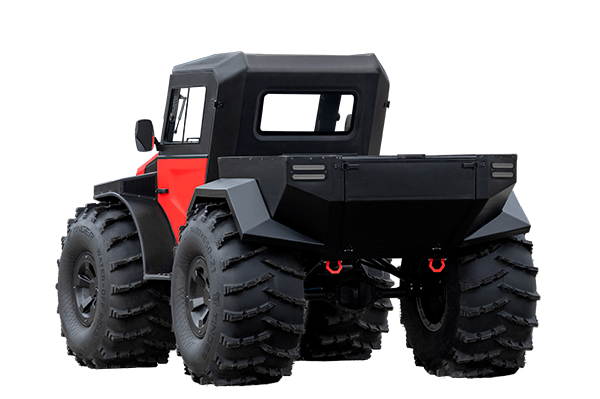
Грузовая модификация